# Михаил Сенахирим Мономах
Михаил Сенахирим Мономах (на средногръцки: Μιχαὴλ Σεναχηρείμ Μονομάχος) е византийски аристократ, военачалник и администратор от XIV век. Достига титлата велик коноставъл и е управител на Солун и Тесалия.

## Биография
Михаил и брат му Георги Атуим Мономах са наследници на големия род на Мономасите, но тяхната връзка с другите членове на фамилията от началото на XIV век е неизвестна.
Михаил е споменат за пръв път в 1315 година като кефалия (управител) на Солун. На същия пост е и в 1321 година, когато е засвидетелстван като татас на двора и в 1327 година, когато е епарх. По време на Гражданската война във Византия (1321 – 1328) той подкрепя Андроник II Палеолог срещу внука му Андроник III Палеолог.
Мономах остава в Солун до 1332/1333 година, в която умира Стефан Гавриилопул, полунезависимият владетел на Западна Тесалия и Югозападна Македония. Стефан Гавриилопул е византийски васал и след смъртта му владетелят на съденото Епирско деспотство Йоан II Орсини бързо се опитва да завладее териториите му. В отговор Андроник II Палеолог заповядва на Мономах в Солун да се намеси, преди той самият да пристигне в Тесалия начело на армия. Византийците скоро възстановяват контрола си върху по-голямата част от областта. Божидар Ферянчич обаче поставя под съмнение твърдението на Кантакузин, че епирските сили са напълно изхвърлени и че Тесалия е отвоювана, като се позовава на липсата на императорски грамоти в Западна Тесалия преди 1336 година, и твърди, че имперските сили завладяват само източната част на областта в 1332/1333 година. След като прекарва зимата в областта, Андроник III оставя Мономах като управител на новата провинция с титлата протосеваст. Най-късно към годината на смъртта на Йоан II Орсини – 1335 година, Михаил Мономах и Андроник III овладяват и Западна Тесалия и дори настъпват в Епир и завладяват Янина.
В 1338 година Андроник III приключва покоряването на същински Епир с влизането си в столицата Арта. На следващата година обаче местното население въстава срещу имперското управление. Младият Никифор II Орсини, избягал от византийски плен, се връща в Епир с анжуйски войски от Неапол. Въстаниците завладяват Арта и пленяват византийския управител Теодор Синадин. Вследствие в края на 1339 или началото на 1340 година византийска армия начело с Михаил Мономах и Йоан Ангел настъпва срещу бунтовниците, следвана от армия, начело със самия император. Към края на годината бунтовните крепости капитулират. На Никифор е дадена титлата панхиперсеваст и той е изпратен в Солун, където вече живеят майка му и сестра му, а Епир се връща под византийски контрол с управител Йоан Ангел.
При избухването на новата Гражданска война във Византия (1341 – 1347) между Йоан VI Кантакузин и регентството на Йоан V Палеолог в 1341 година Мономах първоначално се опитва да остане неутрален, което кара регентите да конфискуват именията му в село Хандак край Струма. В 1342 година той напуска или е изгонен от Тесалия от прокантакузиновата фракция и заминава за Сяр, където се присъединява към антикантакузиновите сили. По това време му е дадена титлата велик коноставъл. Михаил Мономах умира някъде между 1343 и 1346 година.